# 金振杓
金振杓（：／ Kim Jin-pyo；1947年5月4日—），大韩民国自由派政治人物，曾任第21屆第2任韓國國會議長等职。

## 生平
金振杓生於1947年。他畢業於水原市中小學，在漢城讀高中，后畢業於首爾大學、威斯康星大学。
2004年，金振杓開始擔任國會議員，2008年、2012年均連任成功。
2014年參選京畿道知事，但敗於南景弼。2016年回鍋參選國會議員，再次當選。2018年，參選共同民主党黨代表，但敗於李海瓚。2020年再次連任國會議員。